# 1960 a sportban
1960 főbb sporteseményei a következők voltak:

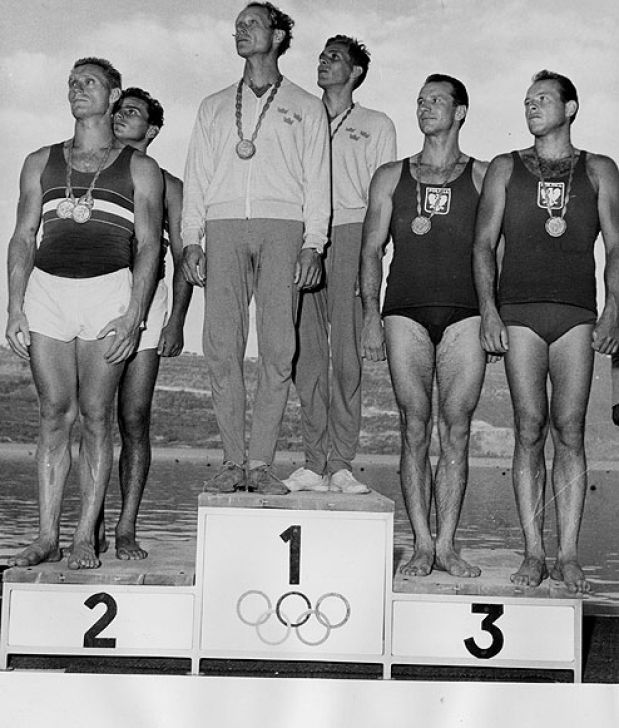
A férfiak K-2 1000 méterének győztesei a nyári olimpián, ahol a magyar Szente András és Mészáros György kettős a második helyen végzett

- január 23–24. – gyorskorcsolyázó Európa-bajnokság, Oslo
- január 23–24. – kettes bob világbajnokság, Cortina d’Ampezzo
- január 30–31. – női gyorskorcsolyázó világbajnokság, Östersund
- február 4–7. – műkorcsolya- és jégtánc-Európa-bajnokság, Garmisch-Partenkirchen
- február 6–7. – négyes bob világbajnokság, Cortina d’Ampezzo
- február 6–7. – férfi gyorskorcsolyázó világbajnokság, Davos
- február 18–28. – téli olimpiai játékok, Squaw Valley
- február 19–29. – alpesi összetett világbajnokság, Squaw Valley
- február 21. – terep kerékpáros világbajnokság, Tolosa
- február 28–6. – téli universiade, Chamonix
- március 2–5. – műkorcsolya- és jégtánc-világbajnokság, Vancouver
- március 15. – május 7. – Sakkvilágbajnoki döntő Moszkvában Mihail Botvinnik és Mihail Tal között, amelyen Tal megszerzi a világbajnoki címet.
- április 3–10. – asztalitenisz Európa-bajnokság, Zágráb
- május 3–7. – súlyemelő Európa-bajnokság, Milánó
- május 4–5. – koronglövő világbajnokság, Monza
- május 14–15. – cselgáncs Európa-bajnokság, Amszterdam
- május 25–26. – koronglövő Európa-bajnokság, Barcelona
- június 3–12. – női kosárlabda-Európa-bajnokság, Szófia
- június 6–10. – labdarúgó-Európa-bajnokság, Franciaország
- július 2–8. – vitorlázó Európa-bajnokság repülő hollandi osztály, Sandhamn
- július 20–24. – vitorlázó Európa-bajnokság finn dingi osztály, Oostende
- július 24–augusztus 2. – vitorlázó Európa-bajnokság csillaghajó osztály, Bendor-szigetek
- augusztus 3–15. – kerékpáros világbajnokság, Lipcse
- augusztus 8–15. – vitorlázó világbajnokság 5,5 m-es osztály, La Baule
- augusztus 12–14. – női evezős Európa-bajnokság, London
- augusztus 15–17. – vitorlázó világbajnokság moly osztály, Bendor-szigetek
- augusztus 25–szeptember 11. – nyári olimpiai játékok, Róma
- szeptember 19–22. – díjugrató világbajnokság, Velence
- október 29–november 14. – férfi röplabda-világbajnokság, Brazília

- Jack Brabham megnyerte második Formula–1-es világbajnoki címét a Cooper csapattal.

## Születések
- január 8.
  - Balogh Pálma, világ- és Európa-bajnok magyar sportlövő
  - Gerald Weiß, német atléta, gerelyhajító, olimpikon († 2018)
- január 13. – Alekszandr Viktorovics Uvarov, szovjet válogatott labdarúgó, orosz-izraeli labdarúgókapus
- január 16. – Scot Kleinendorst, amerikai jégkorongozó († 2019)
- január 19.
  - Keszthelyi Tibor, magyar válogatott vízilabdázó, olimpikon
  - Mauro Tassotti, világbajnoki ezüstérmes olasz válogatott labdarúgó, edző, olimpikon
- január 26. – Ulf Bengtsson, Európa-bajnok svéd asztaliteniszező († 2019)
- február 11. – Csjef Imre, magyar ökölvívó, olimpikon
- február 13. – Pierluigi Collina, olasz labdarúgó-játékvezető
- február 20. – Víctor Mesa, olimpiai bajnok kubai baseballjátékos
- február 26. – Bob Jansch, kanadai jégkorongozó
- március 5. – Ihar Hurinovics, U19-es és U21-es Európa-bajnokű és U20-as világbajnoki ezüstérmes szovjet és fehérorosz válogatott labdarúgó, edző
- március 6. – Csernyin Alexander, a Szovjetunióban született magyar sakkozó, nemzetközi nagymester, világbajnokjelölt, FIDE mesteredző
- március 13. – Cliff Robinson, amerikai kosárlabdázó
- március 15. – Stewart Gavin, kanadai jégkorongozó
- március 21. – Ayrton Senna, brazil autóversenyző, Formula–1-es világbajnok († 1994)
- március 26. – Graeme Rutjes, válogatott holland labdarúgó
- április 3. – Fórián Éva, világ- és Európa-bajnok magyar sportlövő
- április 11. – Marko Elsner, olimpiai bronzérmes jugoszláv válogatott szlovén labdarúgó, hátvéd († 2020)
- április 16.
  - Pierre Littbarski, világbajnok német válogatott labdarúgó, edző
  - Rafael Benítez, spanyol labdarúgóedző
- április 18.
  - Zvjezdan Cvetković, jugoszláv válogatott horvátországi szerb labdarúgó, hátvéd, edző († 2017)
  - Jim Margraff, amerikai amerikaifutball-edző († 2019)
- május 2. – Greg Terrion, kanadai jégkorongozó († 2018)
- május 4. – Sean Simpson, kanadai válogatott jégkorongozó, edző
- május 16. – Petre Becheru, olimpiai bajnok román súlyemelő
- június 1.
  - Tulio Díaz, világbajnok, olimpiai ezüstérmes kubai tőrvívó
  - Vlagyimir Jevgenyjevics Krutov kétszeres olimpiai bajnok szovjet-orosz jégkorongozó
- június 8. – Gary West, ausztrál kerékpárversenyző, olimpikon († 2017)
- június 9. – Grószpéter Attila, sakkozó, nemzetközi nagymester
- június 12. – Jean-Jacques N’Domba, kongói válogatott labdarúgó
- június 23. – Fadil Vokrri, jugoszláv válogatott koszovói albán labdarúgó, sportvezető († 2018)
- június 25. – Terry Fair, amerikai-izraeli kosárlabdázó, Georgia Sports Hall of Fame-tag († 2020)
- július 7. – Jay Caufield, Stanley-kupa-győztes amerikai jégkorongozó
- július 28. – Alexandre Czerniatynski, belga válogatott labdarúgó, csatár, edző
- augusztus 3. – Mariana Constantin, olimpiai ezüstérmes román szertornász
- augusztus 17. – Johnny Bumphus, WBA-kisváltósúlyú világbajnok amerikai ökölvívó  († 2020)
- augusztus 25. – José Raúl Delgado, olimpiai bajnok kubai baseballjátékos
- augusztus 28.
  - Ed Cooper, kanadai jégkorongozó
  - Jean-Claude Lemoult, olimpiai bajnok francia válogatott labdarúgó, középpályás
- szeptember 14. – Róth Antal, magyar labdarúgó, edző
- szeptember 15. – Dimants Krišjānis, olimpiai ezüstérmes szovjet-lett evezős
- szeptember 17. – Damon Hill, brit autóversenyző, Formula–1-es világbajnok
- október 6. – Szergej Vlagyilenovics Ponomarenko, olimpiai, világ- és Európa-bajnok szovjet-orosz műkorcsolyázó
- október 24. – Joachim Winkelhock, Le Mans-i 24 órás autóverseny győztes német autóversenyző, Formula–1-es pilóta
- október 30. – Diego Armando Maradona, volt argentin válogatott labdarúgó
- november 9. – Andreas Brehme, világbajnok német labdarúgó
- november 11. – Teodora Ungureanu, kétszeres olimpiai és világbajnoki ezüstérmes román szertornász, edző, nemzetközi tornabíró
- november 14.
  - Aaron Broten, amerikai válogatott jégkorongozó, United States Hockey Hall of Fame-tag
  - Prukner László, magyar labdarúgó, vezetőedző
  - Ola By Rise, norvég válogatott labdarúgókapus
- december 7. – Szelei István, olimpiai és világbajnoki bronzérmes magyar tőrvívó, edző
- december 18.
  - Bob Brooke, amerikai válogatott jégkorongozó, olimpikon
  - Hans-Jörg Criens, nyugatnémet olimpiai válogatott német labdarúgó, csatár († 2019)
- december 22. – Tyrell Biggs, olimpiai és világbajnok amerikai ökölvívó

## Halálozások
- ? – Charles Delporte, olimpiai és világbajnok belga vívó (* 1893)
- január 2. – Fausto Coppi, kerékpárversenyző (* 1919)
- február 12. – Henri De Deken, belga válogatott labdarúgó (* 1907)
- február 16. – Stuffy McInnis, World Series bajnok amerikai baseballjátékos, menedzser (* 1890)
- február 23. – Arthur Legat, belga autóversenyző, Formula–1-es pilóta (* 1898)
- március 2. – Howie Camnitz, World Series bajnok amerikai baseballjátékos (* 1881)
- március 14.
  - Joánisz Jeorjádisz, olimpiai bajnok görög vívó (* 1876)
  - Oliver Kirk, olimpiai bajnok amerikai ökölvívó  (* 1884)
- március 20. – Léon Sée, olimpiai bronzérmes francia párbajtőrvívó (* 1877)
- május – Louis Dufour, Európa-bajnok, olimpiai bronzérmes svájci jégkorongozó (* 1901)
- május 2.
  - Henry Breckinridge, olimpiai bronzérmes amerikai vívó,  jogász, politikus (* 1886)
  - Nils Widforss, olimpiai bajnok svéd tornász (* 1880)
- május 5. – Steen Olsen, olimpiai bajnok dán tornász (* 1886)
- május 21.
  - George Cochran, Amerikai baseballjátékos (* 1889)
  - Rudolf Degermark, olimpiai bajnok svéd tornász (* 1886)
- június 25.
  - Tommy Corcoran, amerikai baseballjátékos (* 1869)
  - Carl Alfred Pedersen, norvég olimpiai bajnok, ezüstérmes és bronzérmes tornász, hármasugró atléta (* 1882)
- június 27. – Lottie Dod, angol atléta (* 1871)
- június 29. – Karl Lindahl, olimpiai bajnok svéd tornász (* 1890)
- július 3.
  - Noël Bas, olimpiai ezüstérmes francia tornász (* 1877)
  - Bill Killefer, amerikai baseballjátékos (* 1887)
- július 14. – Walter Thornton, amerikai baseballjátékos (* 1875)
- július 17. – Pat Duncan, World Series bajnok amerikai baseballjátékos (* 1893)
- július 24. – John Lindroth, olimpiai bronzérmes finn tornász (* 1883)
- augusztus 6. – Wilbur Burroughs, amerikai olimpikon atléta, kötélhúzó (* 1884)
- augusztus 14. – Fred Clarke, World Series bajnok amerikai baseballjátékos, menedzser, National Baseball Hall of Fame and Museum tag (* 1872)
- szeptember 6. – Piller György, kétszeres olimpiai bajnok vívó (* 1899)
- szeptember 23. – Carl Manicus-Hansen, olimpiai ezüstérmes dán tornász (* 1877)
- október 16. – Émile Georget, francia országúti-kerékpáros (* 1881)
- október 24. – Kaarlo Soinio, olimpiai bronzérmes finn tornász és válogatott labdarúgó (* 1888)
- november 2. – Everett Scott, World Series bajnok amerikai baseballjátékos (* 1892)
- november 22. – Frederick Goodfellow, olimpiai bajnok brit kötélhúzó (* 1874)
- december 5. – André Rossignol, Le Mans-i 24 órás verseny győztes francia autóversenyző (* 1890)
- december 18. – Art Nehf, World Series bajnok amerikai baseballjátékos (* 1892)
- december 28. – Dynes Pedersen, olimpiai ezüstérmes dán tornász (* 1893)